# Pseudeurostus anemophilus
Pseudeurostus anemophilus is een keversoort uit de familie klopkevers (Ptinidae). De wetenschappelijke naam van de soort werd in 1901 gepubliceerd door Alfred Chobaut.